# Gmina związkowa Bad Ems
Gmina związkowa Bad Ems (niem. Verbandsgemeinde Bad Ems) − dawna gmina związkowa w Niemczech, w kraju związkowym Nadrenia-Palatynat, w powiecie Rhein-Lahn. Siedziba gminy związkowej znajdowała się w mieście Bad Ems.

## Podział administracyjny
Gmina związkowa zrzeszała dziewięć gmin, w tym jedną gminę miejską (Stadt) oraz osiem gmin wiejskich:
1. Arzbach
2. Bad Ems
3. Becheln
4. Dausenau
5. Fachbach
6. Frücht
7. Kemmenau
8. Miellen
9. Nievern

1 stycznia 2019 gmina związkowa została połączona z gminą związkową Nassau tworząc tym samym nową gminę związkową Bad Ems-Nassau.